# Олову, Карим
Альхаджи Карим Айинла Бабалола Олову (англ. Alhaji Karim Ayinla Babalola Olowu; 7 июня 1924, Лагос — 14 августа 2019, Лагос, Лагос) — нигерийский легкоатлет, специалист по прыжкам в длину и бегу на короткие дистанции. Выступал за сборную Нигерии по лёгкой атлетике в 1950-х годах, двукратный серебряный призёр Игр Британской империи и Содружества наций, участник двух летних Олимпийских игр. Также известен как спортивный функционер.

## Биография
Карим Олову родился 7 июня 1924 года в Лагосе, Нигерия. Выходец из знатной семьи народа йоруба.
Заниматься лёгкой атлетикой начал в 1936 году во время учёбы в старшей школе. В 1952—1955 годах учился в Университете Лафборо в Англии, где получил учёную степень в области физического воспитания.
Впервые заявил о себе на взрослом международном уровне в сезоне 1950 года, когда вошёл в основной состав нигерийской национальной сборной и выступил на Играх Британской империи в Окленде, где занял шестое место в прыжках в длину и дошёл до стадии полуфиналов в беге на 100 ярдов.
Благодаря череде удачных выступлений удостоился права защищать честь страны на летних Олимпийских играх 1952 года в Хельсинки, стал одним из девяти первых нигерийских олимпийцев. Стартовал здесь в прыжках в длину, беге на 100 метров и эстафете 4 × 100 метров, но во всех дисциплинах был далёк от попадания в число призёров.
В 1954 году побывал на Играх Британской империи и Содружества наций в Ванкувере, откуда привёз две награды серебряного достоинства, выигранные в прыжках в длину и эстафете 4 × 100 ярдов. Также стартовал здесь в беге на 100 ярдов, но не смог преодолеть предварительный квалификационный этап.
Находясь в числе лидеров легкоатлетической команды Нигерии, благополучно прошёл отбор на Олимпийские игры 1956 года в Мельбурне — на сей раз в прыжках в длину занял пятое место.
После мельбурнской Олимпиады Олову ещё в течение некоторого времени оставался в составе нигерийской национальной сборной и продолжал принимать участие в крупнейших международных соревнованиях. Так, в 1958 году он выступил на Играх Британской империи и Содружества наций в Кардиффе, где показал четырнадцатый результат в прыжках в длину.
Впоследствии остался в спорте в качестве чиновника, занимал должность председателя Спортивного совета штата Лагос. Был официальным делегатом на Играх Британской империи и Содружества наций 1966 года в Кингстоне, входил в организационный комитет Всеафриканских игр 1973 года в Лагосе, являлся менеджером нигерийской сборной на Олимпийских играх 1976 года в Монреале, однако в итоге Нигерия вместе с другими африканскими странами бойкотировала эти соревнования по политическим причинам.
В 1992 году участвовал в эстафете олимпийского огня Олимпийских игр в Барселоне.
За выдающиеся достижения в спорте в 2006 году был награждён Орденом Нигера в степени офицера.